# 列女传
《列女传》，是一部介绍中国古代妇女行為的書籍。作者是西汉的儒家学者刘向，不过也有人认为该书不是刘向所作，因此，目前通行的版本中，部份版本的作者一处会标注佚名。也有人認為，现在流传的版本是后人在刘向所作版本上又增加若干篇得来的。
《列女传》共分七卷：母仪传、贤明传、仁智传、贞顺传、节义传、辩通传和孽嬖传。西汉时期，外戚势力强大，宫廷动荡多有外戚影子。刘向认为“王教由内及外，自近者始”，即王教应当从皇帝周边的人开始教化，因此写成此书，以劝谏皇帝、嫔妃及外戚。《列女传》选取的故事体现了儒家对妇女的看法，其中有一些所赞扬的内容在现今看来是对妇女的不公平的待遇。
《列女传》对后世影响很大。有一些故事流传至今，如“孟母三迁”的故事即出自该书。后来，中国的史书多有专门的篇章记叙各朝妇女事跡，随着妇女观的变化，各朝侧重记叙表彰的妇女德行也有所不同。

## 列女傳記載的女性

### 母儀傳
- 有虞二妃〈娥皇、女英〉
- 棄母姜嫄
- 契母簡狄
- 啟母塗山
- 湯妃有㜪
- 周室三母
- 衛姑定姜
- 齊女傅母
- 魯季敬姜
- 楚子發母
- 鄒孟軻母
- 魯之母師
- 魏芒慈母
- 齊田稷母

### 賢明傳
- 周宣姜
- 齊桓衛姬
- 晉文齊姜
- 秦穆公姬
- 楚莊樊姬
- 周南之妻
- 宋鮑女宗
- 晉趙衰妻
- 陶荅子妻
- 柳下惠妻
- 魯黔婁妻
- 齊相御妻
- 楚接輿妻
- 楚老萊妻
- 楚於陵妻

### 仁智傳
- 密康公母
- 楚武鄧曼
- 許穆夫人
- 曹僖氏妻
- 孫叔敖母
- 晉伯宗妻
- 衛靈夫人
- 齊靈仲子
- 魯臧孫母
- 晉羊叔姬
- 晉范氏母
- 魯公乘姒
- 魯漆室女
- 魏曲沃負
- 趙將括母

### 貞順傳
- 召南申女
- 宋恭伯姬
- 衛寡夫人
- 蔡人之妻
- 黎莊夫人
- 齊孝孟姬
- 息君夫人
- 齊杞梁妻
- 楚平伯嬴
- 楚昭貞姜
- 楚白貞姬
- 衛宗二順
- 魯寡陶妻
- 梁寡高行
- 陳寡孝婦

### 節義傳
- 魯孝保義
- 楚成鄭瞀
- 晉圉懷嬴
- 楚昭越姬
- 蓋將之妻
- 魯義姑姊
- 代趙夫人
- 齊義繼母
- 魯秋潔婦
- 周主忠妾
- 魏節乳母
- 梁節姑姊
- 珠崖二義
- 郃陽友娣
- 京師節女

### 辯通傳
- 齊管妾婧
- 楚江乙母
- 晉弓工妻
- 齊傷槐女
- 楚野辨女
- 阿谷處女
- 趙津女娟
- 趙佛肸母
- 齊威虞姬（非項羽寵姬虞姬）
- 齊鍾離春
- 齊宿瘤女
- 齊孤逐女
- 楚處莊姪
- 齊女徐吾
- 齊太倉女

### 孽嬖傳
- 夏桀妺喜
- 殷紂妲己
- 周幽褒姒
- 衛宣公姜（宣姜）
- 魯桓文姜
- 魯莊哀姜
- 晉獻驪姬
- 魯宣穆姜
- 陳女夏姬
- 齊靈聲姬
- 齊東郭姜
- 衛二亂女〈南子、衛伯姬〉
- 趙靈吳女
- 楚考
- 趙悼

### 續列女傳
- 周郊婦人
- 陳國辯女
- 王孫氏母
- 王陵之母
- 張湯之母
- 雋不疑母
- 漢楊夫人
- 漢霍夫人
- 嚴延年母
- 漢馮昭儀
- 王章妻女
- 班女婕妤
- 趙飛燕姊娣（含趙合德）
- 孝平王后
- 更始夫人
- 梁鴻之妻
- 梁夫人嫕

## 繪畫
东晋画家顾恺之以绘画的方式传达了书中列女的故事。《列女仁智图》是宋人摹本。但仔细端详，保留了顾恺之的画技。现存《列女仁智图》仅余二十八个人物。在顾恺之的笔下，画卷中人物的神态、气质、身份被描绘得生动有趣，恰如其分。顾恺之对生活观察十分细致。这样才可以将每一个人物的神态、气质描绘得如此传神。《列女仁智图》省掉背景平列人像的画法，是汉代同类题材常采用的画法，称作平列构图布局法。顾恺之的画技，通过人物的姿态表情，使平摆浮搁的人物之间有了内在联系。现藏北京故宫博物院。

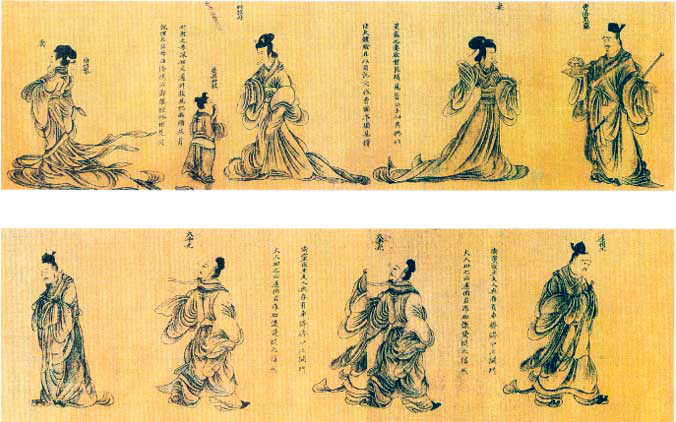
列女仁智圖

## 外部連結
- 《列女傳》電子全文 （页面存档备份，存于） - 中國哲學書電子化計劃